# Urbain (ingénieur)
Pour les articles homonymes, voir Orban et Urbain.
Urbain (mort en 1453) aussi connu sous le nom d’Orban est un ingénieur hongrois spécialisé dans la fonderie de canons.
L'origine ethnique d'Urbain est contestée, selon certaines sources il est magyar, selon d'autres roumain. En 1452, il offre ses services à l'Empire byzantin menacé par l'Empire ottoman et qui dispose de peu d'artillerie pour défendre Constantinople. Toutefois, Constantin XI n'a pas les moyens d'assurer le salaire élevé réclamé par l'ingénieur et n'a pas non plus les matériaux pour construire des canons aussi imposants que ceux proposés par Urbain. 
De fait, il offre plutôt ses services à Mehmed II qui prépare le siège de la ville. Urbain prétend alors que ses canons auraient même la capacité de détruire les murs de l'ancienne Babylone. Il obtient alors un salaire bien plus élevé que celui qu'il réclamait ainsi que d'importants moyens et Urbain construit un canon aux dimensions imposantes (son tube fait près de huit mètres de longueur) en seulement trois mois au sein des fonderies d'Andrinople. De là, il est transporté par 60 bœufs jusqu'à Constantinople. Dans le même temps, Urbain produit d'autres canons pour les Ottomans. Il meurt des suites de l'explosion de son canon durant le siège de Constantinople. Le canon sera ensuite remis en état.